# Crescendo (film)
Crescendo - #makemusicnotwar (Crescendo) è un film drammatico tedesco del 2019 diretto da Dror Zahavi. È stato presentato in anteprima al Festival internazionale del cinema di Monaco il 3 luglio 2019, dove ha ricevuto 10 minuti di applausi. È stato presentato per la prima volta al grande pubblico in Germania il 16 gennaio 2020, mentre l'uscita nelle sale americane è prevista per giugno da Menemsha Films. A causa della pandemia COVID-19 il film è uscito nel cinema virtuale a partire dal 1º maggio 2020. È stato distribuito nelle sale italiane a partire da giovedì 27 agosto 2020, da Satine Film.

## Trama
Un direttore d'orchestra di fama mondiale, Eduard Sporck, viene avvicinato da Karla de Fries per realizzare il progetto di un'organizzazione di beneficenza che vuole riunire in una orchestra giovani musicisti israeliani e palestinesi. Il direttore dovrà dirigere questa orchestra nell'ambito di una conferenza di pace per il Medio Oriente. La prima audizione dei singoli candidati a Tel Aviv si rivela particolarmente difficile, poiché le due nazionalità si percepiscono come nemiche. Alcuni richiedenti palestinesi sono stati trattenuti ai posti di blocco nonostante uno speciale permesso scritto.
Sporck abbandona rapidamente la sua intenzione di creare un'orchestra di alta qualità, poiché è richiesta una composizione 50/50 di entrambe le nazionalità, ma la maggior parte dei musicisti palestinesi non suona allo stesso livello degli israeliani a causa delle loro limitate opportunità. L'odio profondamente radicato da entrambo le parti è solo a malapena coperto dal progetto comune.
Nel luogo delle prove d’orchestra che si svolgono in Alto Adige, Sporck, oltre a condurre i giovani musicisti nel necessario lavoro di prove musicali, li invita ad ascoltarsi e rispettarsi a vicenda come persone. Sorgono continuamente conflitti tra la violinista palestinese Layla, che Sporck ha nominato primo violino, e il suo collega israeliano Ron, che è tecnicamente superiore nel suonare e che inizialmente tratta i musicisti palestinesi con altezzoso disprezzo. Gli sforzi di Sporck si concentrano nel far dialogare i due gruppi per ridurre l'aggressività reciproca in modo controllato, il che avviene molto lentamente.
La cornista israeliana Shira e il clarinettista palestinese Omar si innamorano. Quando Sporck offre al talentuoso Omar, che nella sua città occupata in Cisgiordania ha solo un futuro come musicista occasionale, la prospettiva di studiare musica in Europa, Omar si lascia convincere da Shira a fuggire insieme a lei e a restare in Europa, dato che i suoi genitori non avrebbero mai acconsentito al loro legame. Durante la loro fuga di notte, Omar si scontra con un'auto e muore: nel film non è chiaro se si sia trattato di un incidente o di un'aggressione.
Dopo questo evento, il progetto del concerto viene annullato. L'odio reciproco esplode di nuovo. Nell'ultima scena i musicisti si siedono nella sala d'attesa dell'aeroporto di Bolzano, sempre separati da una parete di vetro. Ron, chiaramente cambiato dal progetto, tira fuori il violino e inizia a suonare il Boléro di Ravel. Gli altri musicisti di entrambe le parti si uniscono e suonano insieme una versione abbreviata del pezzo.